# Brusio

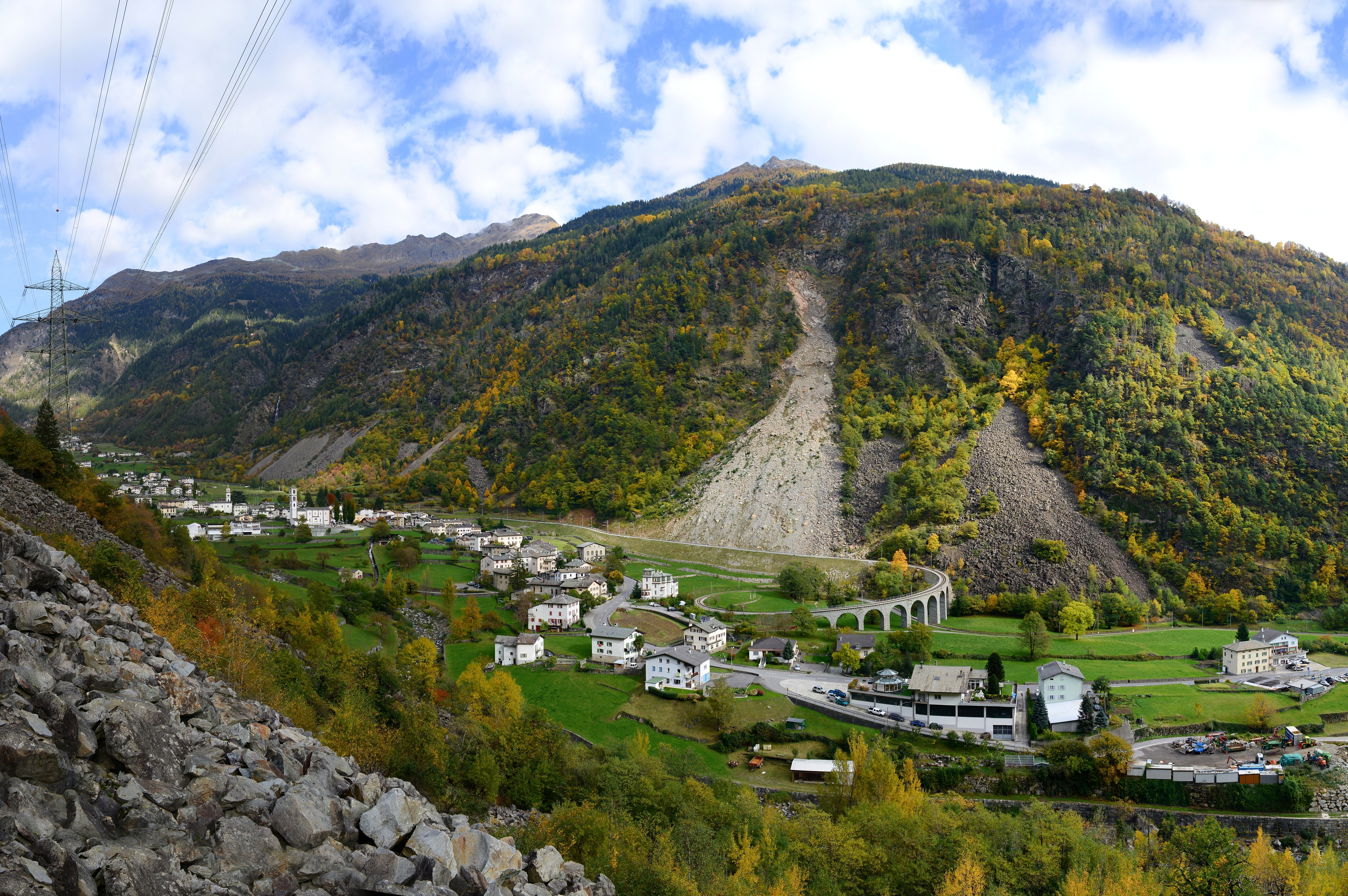
Brusio

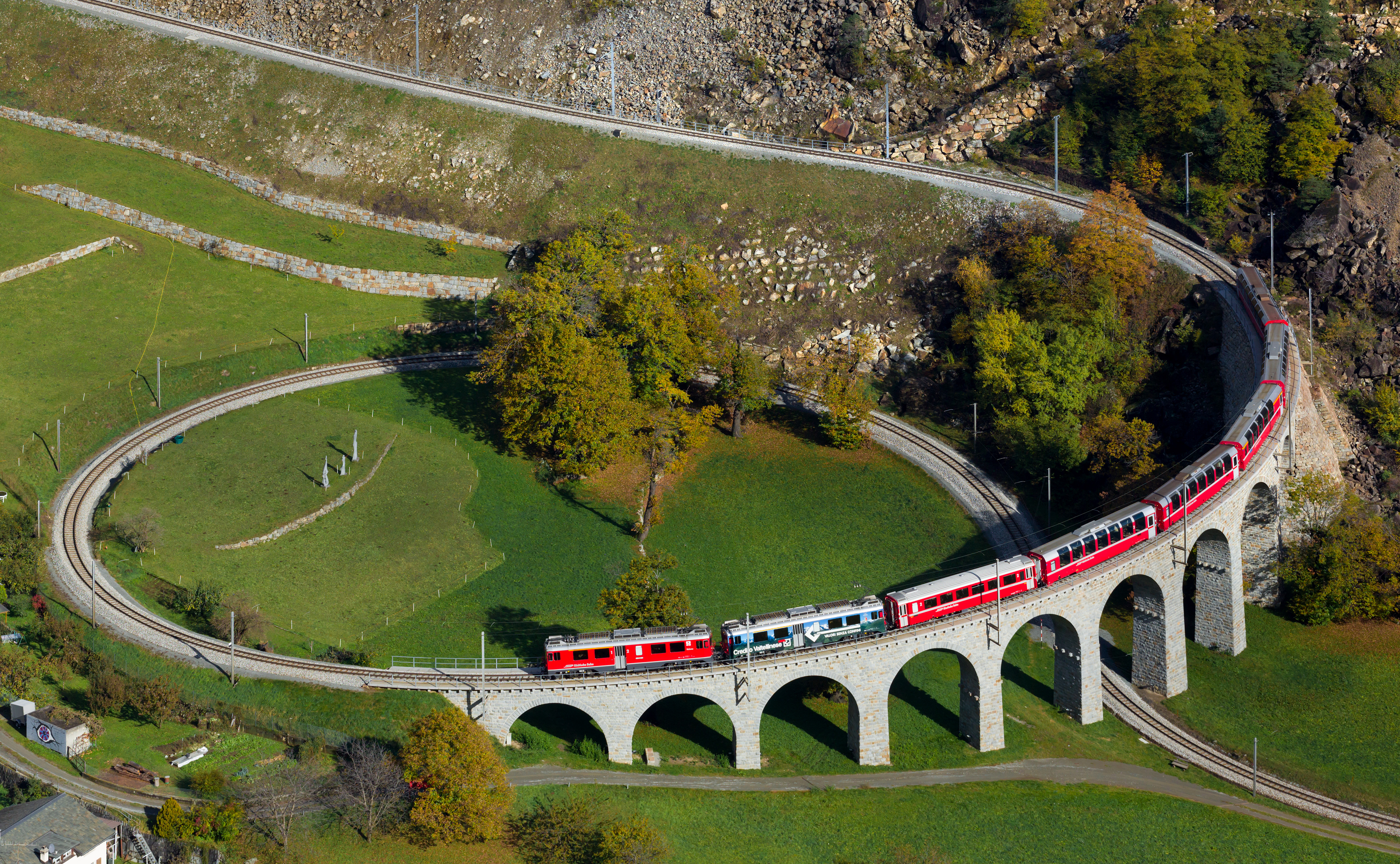
Het spiraalvormige viaduct van Brusio

Brusio (Lombardisch en Duits (verouderd): Brüs; Reto-Romaans: Brüsch) is een gemeente in het Zwitserse bergdal Valle di Poschiavo en behoort tot het kanton Graubünden.
Tot de gemeente Brusio behoren naast de hoofdplaats Brusio ook een deel van Miralago dat is gelegen aan het Lago di Poschiavo, het dorpje Campascio en een zevental gehuchten (Campocologno, Cavaione, Monte Scala, Piazzo, Viano en Zalende).
Brusio ligt tegen de Italiaanse grens te midden van de wijn- en tabaksvelden. De plaats heeft twee stations aan de spoorlijn Tirano-St. Moritz (Bernina-Bahn), een bij Brusio en een nabij de Zwitser-Italiaanse grens (Campocologno). Nabij Viano is een keerviaduct gebouwd om de trein sneller hoogte te laten winnen.
De belangrijkste bezienswaardigheden in Brusio zijn de twee 17de-eeuwse kerken. Rond de plaats zijn diverse crotti te vinden, primitieve stenen bouwsels die gebruikt werden om waren als kaas en melk koel te houden.